# HD 166724
HD 166724 är en ensam stjärna belägen i den mellersta delen av stjärnbilden Södra kronan. Den har en skenbar magnitud av ca 9,33 och kräver ett teleskop för att kunna observeras. Baserat på parallaxmätning inom Hipparcosuppdraget på ca 23,6 mas, beräknas den befinna sig på ett avstånd på ca 138 ljusår (ca 42 parsek) från solen. Den rör sig närmare solen med en heliocentrisk radialhastighet på ca -18 km/s.

## Egenskaper
HD 166724 är en gul till vit underjättestjärna av spektralklass K0 IV/V. Den har en massa som är ca 0,8 solmassor, en radie som är ca 0,68 solradier och har ca 0,36 gånger solens utstrålning av energi från dess fotosfär vid en effektiv temperatur av ca 5 100 K.

## Planetssystem
Åren 1998 till 2012 övervakades stjärnan med "CORALIE echelle-spektrografen vid La Silla Observatory".
År 2012 upptäcktes med metoden för mätning av radiell hastighet en exoplanet, HD 166724 b, med en lång, vid omloppsbana. Den är bland "de tre mest excentriska planetbanorna med en omloppsperiod större än 5 år" tillsammans med HD 98649 b och HD 219077 b. Till skillnad från dem, är den dock för ljussvag för direktavbildning med nuvarande teknik (2020). Orsaken till dess stora excentricitet är okänd.
| Planet | Massa           | Halv storaxel (AE) | Siderisk omloppstid (d) | Excentricitet | Inklination | Radie |
| ------ | --------------- | ------------------ | ----------------------- | ------------- | ----------- | ----- |
| b      | ≥3,53 ± 0,11 MJ | ca 5,42 ± 0,43     | >5 144 +705 -467        | 0,734 ± 0,020 | -           | -     |